# Carybdea marsupialis
Carybdea marsupialis (dobbelsteenkwal) is een kleine dooskwal, die ook weleens in de Oosterschelde in Nederland wordt waargenomen.
Deze soort wordt soms 'zeewesp' genoemd. Normaal gesproken komen ze voornamelijk voor in de Middellandse Zee en in de Atlantische Oceaan. Deze soort is echter niet zo giftig als Chironex fleckeri, een voor mensen zeer gevaarlijke zeewesp. Carybdea marsupialis is een kleine kubuskwal waarvan de 'klok' (de kwal zelf) niet groter wordt dan 2,5 tot 4 cm. De 4 tentakels kunnen tot 10 maal zo lang worden.